# Championnat du monde de hockey sur glace 1976
Navigation
Allemagne 1975 Autriche 1977
Le quarante-troisième championnat du monde  de hockey sur glace et par la même occasion le cinquantième-quatrième championnat d’Europe a eu lieu en 1976 en Pologne et en Suisse. Le tournoi a lieu, comme en 1972, peu de temps après les Jeux olympiques.

## Contexte
Avec un nouveau président à la tête de la Fédération internationale de hockey sur glace, un nouveau règlement est mis en place et les joueurs professionnels sont autorisés à participer à la compétition. Le Canada, absent depuis 1970, reviendra donc dans la compétition dans le groupe A pour l'édition suivante. Le groupe A profite de l'occasion pour passer de six équipes à huit nations engagées et le déroulement de la compétition est chamboulé.
Les matchs au format aller-retour sont supprimés au bénéfice de deux phases : au cours de la première  phase, chaque équipe rencontre les autres nations et un classement est établi. Pour la seconde phase, deux poules de quatre nations sont établies et les équipes des poules sont classées pour la médaille d'or et pour la descente dans le groupe B à l'issue de nouvelles rencontres. Pour ces seconds classements, les résultats de la première phase sont conservés.
Les groupes B et C, avec respectivement 8 et 5 équipes, ne changent pas leur mode de fonctionnement du classement simple après une rencontre entre chaque nation.

## Groupe A
Le groupe A a joué ses matchs à Katowice en Pologne.

### Première phase

#### Résultats
| 8 avril - Suède 4–1 Allemagne fédérale - Tchécoslovaquie 10–0 Allemagne de l'Est - Finlande 3–3 États-Unis - Pologne 6–4 URSS 9 avril - Pologne 0–12 Tchécoslovaquie - URSS 4–0 Allemagne de l'Est 10 avril - Finlande 5–2 Allemagne fédérale - Suède 0–2 États-Unis 11 avril - Pologne 6–4 Allemagne de l'Est - URSS 8–1 Finlande - Tchécoslovaquie 3–1 Suède 12 avril - Pologne 3–5 Allemagne fédérale - États-Unis 1–2 Allemagne de l'Est 13 avril - Tchécoslovaquie 7–1 Finlande - URSS 6–1 Suède | 14 avril - Pologne 2–4 États-Unis - Allemagne de l'Est 1–7 Allemagne fédérale 15 avril - Suède 4–3 Finlande - Tchécoslovaquie 10–2 États-Unis - URSS 8–2 Allemagne fédérale 17 avril - Suède 8–2 Allemagne de l'Est - Pologne 3–3 Finlande - URSS 2–3 Tchécoslovaquie 18 avril - États-Unis 5–1 Allemagne fédérale - Finlande 1–2 Allemagne de l'Est 19 avril - Tchécoslovaquie 9–1 Allemagne fédérale - Pologne 1–4 Suède - URSS 5–2 États-Unis |

#### Classement
|   | Équipe             | PJ | V | N | D | BP | BC |
| - | ------------------ | -- | - | - | - | -- | -- |
| 1 | Tchécoslovaquie    | 7  | 7 | 0 | 0 | 54 | 7  |
| 2 | URSS               | 7  | 5 | 0 | 2 | 37 | 15 |
| 3 | Suède              | 7  | 4 | 0 | 3 | 22 | 18 |
| 4 | États-Unis         | 7  | 3 | 1 | 3 | 19 | 23 |
| 5 | Pologne            | 7  | 2 | 1 | 4 | 21 | 36 |
| 6 | Allemagne fédérale | 7  | 2 | 0 | 5 | 19 | 35 |
| 7 | Finlande           | 7  | 1 | 2 | 4 | 17 | 29 |
| 8 | Allemagne de l'Est | 7  | 2 | 0 | 5 | 11 | 37 |

### Phase de relégation

#### Résultats
20 avril
- Pologne 5–4 Allemagne de l'Est
- Finlande 4–4 Allemagne fédérale

22 avril
- Pologne 5–5 Finlande
- Allemagne de l'Est 1–1 Allemagne fédérale

25 avril
- Finlande 9–3 Allemagne de l'Est
- Pologne 1–2 Allemagne fédérale

#### Classement
|   | Équipe             | PJ | V | N | D | BP | BC |
| - | ------------------ | -- | - | - | - | -- | -- |
| 5 | Finlande           | 10 | 2 | 4 | 4 | 35 | 41 |
| 6 | Allemagne fédérale | 10 | 3 | 2 | 5 | 26 | 41 |
| 7 | Pologne            | 10 | 3 | 2 | 5 | 32 | 47 |
| 8 | Allemagne de l'Est | 10 | 2 | 1 | 7 | 19 | 52 |

### Phase finale

#### Résultats
21 avril
- Tchécoslovaquie 5–1 États-Unis
- URSS 3–4 Suède

23 avril
- Tchécoslovaquie 5–3 Suède
- URSS 7–1 États-Unis

24 avril
- Suède 7–3 États-Unis
- URSS 3–3 Tchécoslovaquie

#### Classement
|        | Équipe          | PJ | V | N | D | BP | BC |
| ------ | --------------- | -- | - | - | - | -- | -- |
| Or     | Tchécoslovaquie | 10 | 9 | 1 | 0 | 67 | 14 |
| Argent | URSS            | 10 | 6 | 1 | 3 | 50 | 23 |
| Bronze | Suède           | 10 | 6 | 0 | 4 | 36 | 29 |
| 4      | États-Unis      | 10 | 3 | 1 | 6 | 24 | 42 |

### Effectif champion
L'équipe tchécoslovaque est alors composée des joueurs suivants :
- Jiří Holeček et Vladimír Dzurilla (gardiens de but),
- Oldřich Macháč, František Pospíšil, Jiří Bubla, Milan Kajkl, Milan Chalupa, Miroslav Dvorak, František Kaberle (défenseurs),
- Vladimír Martinec, Jiří Novák, Bohuslav Šťastný, Marián Šťastný, Ivan Hlinka, Jiří Holík, Eduard Novák, Milan Nový, Jaroslav Pouzar, František Černík, Peter Šťastný (attaquants).

L'équipe est dirigée par Starší et Karel Gut.

### Classement du championnat d’Europe
|   | Équipe             |
| - | ------------------ |
| 1 | Tchécoslovaquie    |
| 2 | URSS               |
| 3 | Suède              |
| 4 | Finlande           |
| 5 | Allemagne fédérale |
| 6 | Pologne            |
| 7 | Allemagne de l'Est |

## Groupe B
Les villes suisses de Aarau et de Bienne ont accueilli les matchs du groupe B.

### Résultats
18 mars
- Pays-Bas 4–3 Norvège
- Suisse 5–1 Bulgarie
- Yougoslavie 8–2 Italie
- Roumanie 7–5 Japon

19 mars
- Italie 8–3 Bulgarie
- Suisse 5–4 Yougoslavie

20 mars
- Japon 4–0 Pays-Bas
- Roumanie 2–1 Norvège

21 mars
- Roumanie 2–5 Yougoslavie
- Suisse 4–2 Pays-Bas
- Italie 4–2 Norvège
- Japon 4–3 Bulgarie

22 mars
- Yougoslavie 9–7 Bulgarie
- Suisse 4–1 Italie

23 mars
- Roumanie 8–1 Pays-Bas
- Japon 2–3 Norvège

24 mars
- Roumanie 5–5 Italie
- Japon 3–2 Yougoslavie
- Pays-Bas 5–3 Bulgarie
- Suisse 3–7 Norvège

26 mars
- Japon 10–0 Italie
- Norvège 7–2 Bulgarie
- Yougoslavie 5–1 Pays-Bas
- Suisse 2–7 Roumanie

27 mars
- Yougoslavie 4–6 Norvège
- Suisse 2–6 Japon
- Roumanie 9–4 Bulgarie
- Pays-Bas 9–3 Italie

### Classement
|   | Équipe      | PJ | V | N | D | BP | BC |
| - | ----------- | -- | - | - | - | -- | -- |
| 1 | Roumanie    | 7  | 5 | 1 | 1 | 40 | 23 |
| 2 | Japon       | 7  | 5 | 0 | 2 | 34 | 17 |
| 3 | Norvège     | 7  | 4 | 0 | 3 | 29 | 21 |
| 4 | Suisse      | 7  | 4 | 0 | 3 | 25 | 28 |
| 5 | Yougoslavie | 7  | 4 | 0 | 3 | 37 | 26 |
| 6 | Pays-Bas    | 7  | 3 | 0 | 4 | 22 | 30 |
| 7 | Italie      | 7  | 2 | 1 | 4 | 23 | 41 |
| 8 | Bulgarie    | 7  | 0 | 0 | 7 | 23 | 47 |

## Groupe C
Le groupe C a été joué à ses matchs à Gdańsk en Pologne.

### Résultats
8 mars
- Autriche 4–3 Danemark
- Hongrie 11–0 Grande-Bretagne

9 mars
- Autriche 21–2 Grande-Bretagne
- Hongrie 6–1 France

10 mars
- France 7–4 Danemark

11 mars
- Danemark 7–3 Grande-Bretagne
- Autriche 6–3 Hongrie

12 mars
- France 5–1 Grande-Bretagne

13 mars
- Hongrie 10–2 Danemark
- Autriche 7–1 France

### Classement
|   | Équipe          | PJ | V | N | D | BP | BC |
| - | --------------- | -- | - | - | - | -- | -- |
| 1 | Autriche        | 4  | 4 | 0 | 0 | 38 | 9  |
| 2 | Hongrie         | 4  | 3 | 0 | 1 | 30 | 9  |
| 3 | France          | 4  | 2 | 0 | 2 | 14 | 18 |
| 4 | Danemark        | 4  | 1 | 0 | 3 | 16 | 24 |
| 5 | Grande-Bretagne | 4  | 0 | 0 | 4 | 6  | 44 |